# Governo Sarney
O Governo José Sarney, também chamado de Governo Sarney (15 de março de 1985 - 15 de março de 1990) foi o período da história política brasileira que corresponde à posse de José Ribamar Ferreira Araújo da Costa Sarney na Presidência da República até a sua sucessão por Fernando Collor. Sarney assumiu o governo interinamente após a internação de Tancredo Neves, e definitivamente em 21 de abril de 1985, após a morte do qual foi o primeiro presidente civil após mais de vinte anos de ditadura militar no Brasil.
O governo Sarney registrou crescimento de 22,72% do PIB (média de 4,54%) e 12,51% da renda per capita (média de 2,5%). Sarney assumiu com a inflação em 242,24% e entregou a 1972,91%.

## Antecedentes

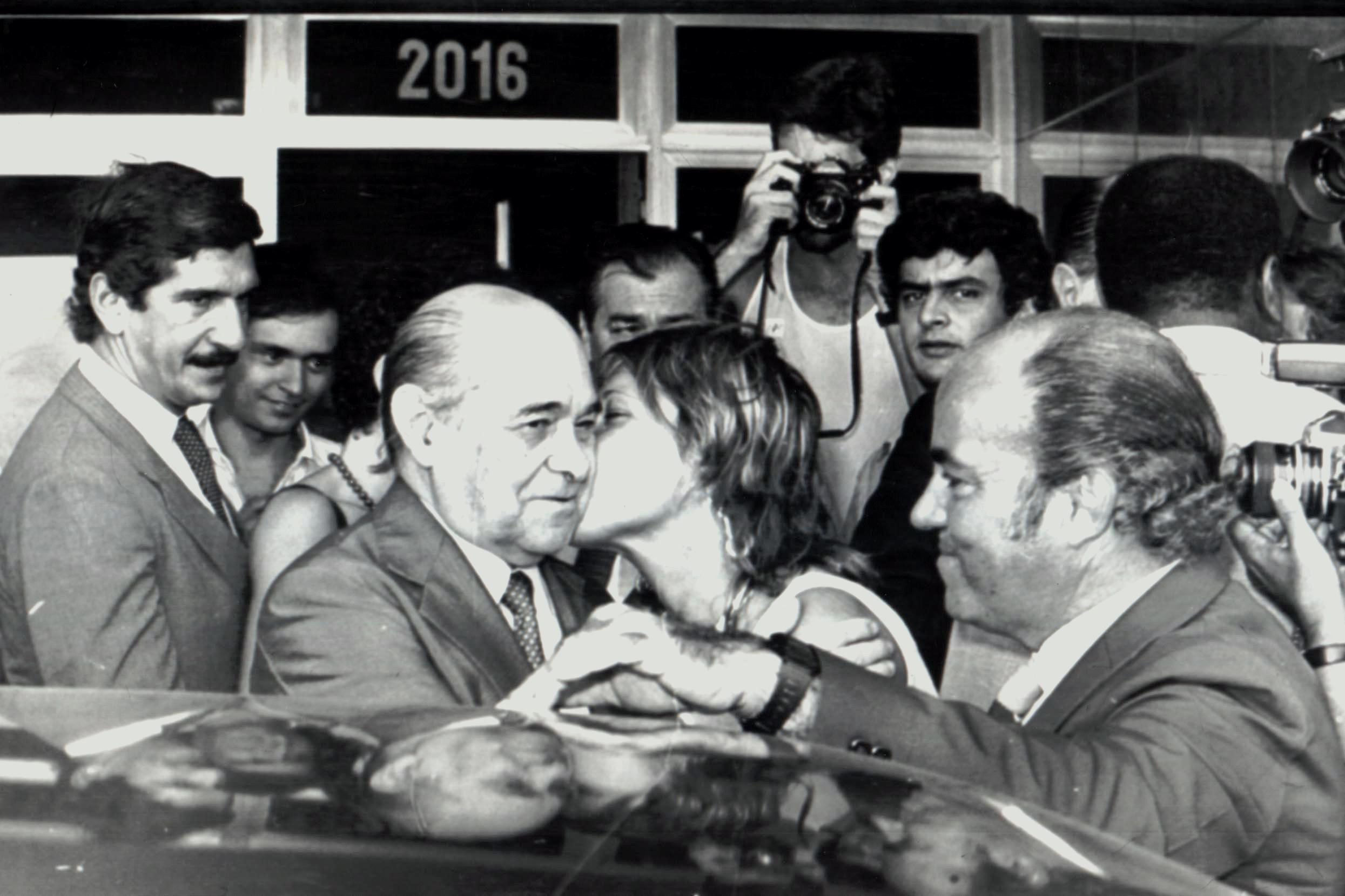
Tancredo Neves é saudado por populares em Brasília (1984).

O País era governado por uma ditadura militar desde o Golpe Civil-Militar de 1964. O governo estava enfraquecido, dividido pelos militares da linha-dura (mais radicais) e os militares moderados. A economia apresentava uma alta inflação, o povo saía às ruas nas chamadas Diretas Já. O militar Ernesto Geisel, presidente entre 1974 e 1979, garantiu uma "distensão lenta, segura e gradual". Assim, iniciou-se a abertura política. Aos poucos, a oposição, o Movimento Democrático Brasileiro (MDB) ganhou força. Mas foi no governo de João Figueiredo (1979-1985) que o país passou para os civis, após anos de frustração. Em 1985, Tancredo Neves foi eleito pelo Colégio Eleitoral com 480 votos contra 180 de Paulo Maluf que representava a ditadura.
Na véspera da posse de Tancredo em 14 de março de 1985, ele foi internado. No dia seguinte, José Sarney tomou posse interinamente até que o titular assumisse. Em 21 de abril de 1985, Tancredo falece aos 75 anos de idade, e José Sarney tornou-se efetivamente presidente.

## Ministros de Estado
| Ministério                                                         | Ministro                                | Período de mandato | Observações |
| ------------------------------------------------------------------ | --------------------------------------- | --- | --- |
| Ministério de Estado Extraordinário para Assuntos de Administração | Aluísio Alves                           | 15 de março de 1985 até 4 de setembro de 1986                                                                                           | Ministério substituído pela Secretaria de Administração Pública em 3 de setembro de 1986.                                                           |
| Ministério de Estado Extraordinário para Assuntos de Irrigação     | Vicente Cavalcante Fialho               | 14 de fevereiro de 1986 até 15 de fevereiro de 1989                                                                                     | Ministério extinto. |
| Ministério da Aeronáutica                                          | Octávio Júlio Moreira Lima              | 15 de março de 1985 até 15 de março de 1990                                                                                             | O ministro era tenente-brigadeiro-do-ar. Ministério extinto em 2001.                                                                                |
| Ministério da Agricultura                                          | Pedro Jorge Simon                       | 15 de março de 1985 até 14 de fevereiro de 1986                                                                                         | |
| Ministério da Agricultura                                          | Iris Rezende Machado                    | 14 de fevereiro de 1986 até 15 de março de 1990                                                                                         | |
| Ministério da Ciência e Tecnologia                                 | Renato Bayma Archer da Silva            | 15 de março de 1985 até 22 de outubro de 1987                                                                                           | Ministério substituído pelo Ministério de Estado do Desenvolvimento Industrial, Ciência e Tecnologia                                                |
| Ministério da Ciência e Tecnologia                                 | Luiz Henrique da Silveira               | 22 de outubro de 1987 até 29 de setembro de 1988                                                                                        | Ministério substituído pelo Ministério de Estado do Desenvolvimento Industrial, Ciência e Tecnologia                                                |
| Ministério da Ciência e Tecnologia                                 | Luiz André Rico Vicente                 | 29 de setembro de 1980 até 16 de agosto de 1988                                                                                         | Ministério substituído pelo Ministério de Estado do Desenvolvimento Industrial, Ciência e Tecnologia                                                |
| Ministério da Ciência e Tecnologia                                 | Ralph Biasi                             | 16 de agosto de 1988 até 15 de janeiro de 1989                                                                                          | Ministério substituído pelo Ministério de Estado do Desenvolvimento Industrial, Ciência e Tecnologia                                                |
| Ministério da Cultura                                              | José Aparecido de Oliveira              | 15 de março de 1985 até 9 de maio de 1985 21 de setembro de 1988 até 15 de março de 1990                                                | |
| Ministério da Cultura                                              | Aluísio Pimenta                         | 29 de maio de 1985 até 14 de fevereiro de 1986                                                                                          | |
| Ministério da Cultura                                              | Celso Monteiro Furtado                  | 14 de fevereiro de 1986 até 1 de agosto de 1988                                                                                         | |
| Ministério da Cultura                                              | Hugo Napoleão do Rego Neto              | 1 de agosto de 1988 até 21 de setembro de 1988                                                                                          | |
| Ministério da Educação                                             | Marco Antônio de Oliveira Maciel        | 15 de março de 1985 até 14 de fevereiro de 1986                                                                                         | |
| Ministério da Educação                                             | Jorge Konder Bornhausen                 | 14 de fevereiro de 1986 até 6 de outubro de 1987                                                                                        | |
| Ministério da Educação                                             | Aloísio Guimarães Sotero                | 6 de outubro de 1987 até 30 de outubro de 1987                                                                                          | |
| Ministério da Educação                                             | Hugo Napoleão do Rego Neto              | 30 de outubro de 1987 até 17 de janeiro de 1989                                                                                         | |
| Ministério da Educação                                             | Carlos Corrêa de Menezes Sant'anna      | 17 de janeiro de 1989 até 15 de março de 1990                                                                                           | |
| Ministério do Exército                                             | Leônidas Pires Gonçalves                | 15 de março de 1985 até 15 de março de 1990                                                                                             | O ministro era General de Exército |
| Ministério da Fazenda                                              | Francisco Oswaldo Neves Dornelles       | 15 de março de 1985 até 26 de agosto de 1985                                                                                            | |
| Ministério da Fazenda                                              | Dilson Domingos Funaro                  | 26 de agosto de 1985 até 29 de abril de 1987                                                                                            | |
| Ministério da Fazenda                                              | Luiz Carlos Bresser Gonçalves Pereira   | 29 de abril de 1987 até 21 de dezembro de 1987                                                                                          | |
| Ministério da Fazenda                                              | Maílson Ferreira da Nóbrega             | 13 de maio de 1987 até 15 de março de 1990                                                                                              | |
| Ministério da Habitação, Urbanismo e Meio Ambiente                 | Luiz Humberto Prisco Viana              | 23 de outubro de 1987 até 5 de setembro de 1988                                                                                         | Mudou a denominação para Ministério da Habitação e do Bem-Estar Social                                                                              |
| Ministério da Habitação e do Bem-Estar Social                      | Luiz Humberto Prisco Viana              | 5 de setembro de 1988 até 15 de fevereiro de 1989                                                                                       | Ministério extinto. |
| Ministério da Indústria e do Comércio                              | Roberto Herbster Gusmão                 | 15 de março de 1985 até 14 de fevereiro de 1986                                                                                         | Substituído pelo Ministério de Estado do Desenvolvimento Industrial, Ciência e Tecnologia                                                           |
| Ministério da Indústria e do Comércio                              | José Hugo Castelo Branco                | 14 de fevereiro de 1986 até 4 de agosto de 1988                                                                                         | Substituído pelo Ministério de Estado do Desenvolvimento Industrial, Ciência e Tecnologia                                                           |
| Ministério da Indústria e do Comércio                              | Luiz André Rico Vicente                 | 5 de agosto de 1988 até 17 de agosto de 1988                                                                                            | Substituído pelo Ministério de Estado do Desenvolvimento Industrial, Ciência e Tecnologia                                                           |
| Ministério da Indústria e do Comércio                              | Roberto Cardoso Alves                   | 17 de agosto de 1988 até 14 de fevereiro de 1989                                                                                        | Substituído pelo Ministério de Estado do Desenvolvimento Industrial, Ciência e Tecnologia                                                           |
| Ministério da Justiça                                              | Fernando Soares Lyra                    | 15 de março de 1985 até 14 de fevereiro de 1986                                                                                         | |
| Ministério da Justiça                                              | Paulo Brossard de Souza Pinto           | 14 de fevereiro de 1986 até 19 de janeiro de 1989                                                                                       | |
| Ministério da Justiça                                              | Oscar Dias Correia                      | 19 de janeiro de 1989 até 9 de agosto de 1989                                                                                           | |
| Ministério da Justiça                                              | José Saulo Pereira Ramos                | 9 de agosto de 1989 até 15 de março de 1990                                                                                             | |
| Ministério da Marinha                                              | Henrique Saboia                         | 15 de março de 1985 até 15 de março de 1990                                                                                             | O ministro era almirante-de-esquadra. |
| Ministério da Previdência e Assistência Social                     | Francisco Waldir Pires de Souza         | 15 de março de 1985 até 13 de fevereiro de 1986                                                                                         | |
| Ministério da Previdência e Assistência Social                     | Raphael de Almeida Magalhães            | 18 de fevereiro de 1986 até 22 de outubro de 1987                                                                                       | |
| Ministério da Previdência e Assistência Social                     | Renato Bayma Archer da Silva            | 27 de outubro de 1987 até 28 de julho de 1988                                                                                           | |
| Ministério da Previdência e Assistência Social                     | Jader Fontenelle Barbalho               | 29 de julho de 1988 até 14 de março de 1990                                                                                             | |
| Ministério da Reforma e do Desenvolvimento Agrário                 | Nélson de Figueiredo Ribeiro            | 30 de abril de 1985 até 28 de maio de 1986                                                                                              | Ministério extinto. |
| Ministério da Reforma e do Desenvolvimento Agrário                 | Dante Martins de Oliveira               | 28 de maio de 1986 até 2 de junho de 1987                                                                                               | Ministério extinto. |
| Ministério da Reforma e do Desenvolvimento Agrário                 | Iris Rezende Machado                    | 2 de junho de 1987 até 4 de junho de 1987 9 de setembro de 1987 até 22 de setembro de 1987 29 de julho de 1988 até 11 de agosto de 1988 | Ministério extinto. |
| Ministério da Reforma e do Desenvolvimento Agrário                 | Marcos de Barros Freire                 | 4 de junho de 1987 até 29 de julho de 1988                                                                                              | Ministério extinto. |
| Ministério da Reforma e do Desenvolvimento Agrário                 | Jader Fontenelle Barbalho               | 22 de setembro de 1987 até 29 de julho de 1988                                                                                          | Ministério extinto. |
| Ministério da Reforma e do Desenvolvimento Agrário                 | Lázaro Ferreira Barboza                 | 11 de agosto de 1988 até 16 de agosto de 1988                                                                                           | Ministério extinto. |
| Ministério da Reforma e do Desenvolvimento Agrário                 | Leopoldo Pacheco Bessone                | 17 de agosto de 1988 até 15 de fevereiro de 1989                                                                                        | Ministério extinto. |
| Ministério da Saúde                                                | Carlos Corrêa de Menezes Sant'anna      | 15 de março de 1985 até 13 de fevereiro de 1986                                                                                         | |
| Ministério da Saúde                                                | Roberto Figueira Santos                 | 14 de fevereiro de 1986 até 23 de novembro de 1987                                                                                      | |
| Ministério da Saúde                                                | Luiz Carlos Borges da Silveira          | 23 de novembro de 1987 até 15 de janeiro de 1989                                                                                        | |
| Ministério da Saúde                                                | Seigo Tsuzuki                           | 16 de janeiro de 1989 até 14 de março de 1990                                                                                           | |
| Ministério das Comunicações                                        | Antônio Carlos Peixoto de Magalhães     | 15 de março de 1985 até 15 de março de 1990                                                                                             | |
| Ministério de Minas e Energia                                      | Antônio Aureliano Chaves de Mendonça    | 15 de março de 1985 até 22 de dezembro de 1988                                                                                          | |
| Ministério de Minas e Energia                                      | Iris Rezende Machado                    | 22 de dezembro de 1988 até 17 de janeiro de 1989                                                                                        | |
| Ministério de Minas e Energia                                      | Vicente Cavalcante Fialho               | 17 de janeiro de 1989 até 15 de março de 1990                                                                                           | |
| Ministério das Relações Exteriores                                 | Olavo Egídio de Sousa Aranha Setúbal    | 15 de março de 1985 até 14 de fevereiro de 1986                                                                                         | |
| Ministério das Relações Exteriores                                 | Roberto Costa de Abreu Sodré            | 14 de fevereiro de 1986 até 15 de março de 1990                                                                                         | |
| Ministério do Desenvolvimento Industrial, Ciência e Tecnologia     | Roberto Cardoso Alves                   | 16 de fevereiro de 1989 até 14 de março de 1989                                                                                         | Denominou-se Ministério do Desenvolvimento Industrial, Ciência e Tecnologia, e mais tarde Ministério do Desenvolvimento da Indústria e do Comércio. |
| Ministério do Desenvolvimento Urbano e Meio Ambiente               | Flávio Rios Peixoto da Silveira         | 15 de março de 1985 até 14 de fevereiro de 1986                                                                                         | Mudou a denominação para Ministério da Habitação, Urbanismo e Meio Ambiente                                                                         |
| Ministério do Desenvolvimento Urbano e Meio Ambiente               | Deni Lineu Schwartz                     | 14 de fevereiro de 1986 até 23 de outubro de 1987                                                                                       | Mudou a denominação para Ministério da Habitação, Urbanismo e Meio Ambiente                                                                         |
| Ministério do Interior                                             | Ronaldo Costa Couto                     | 15 de março de 1985 até 30 de abril de 1987                                                                                             | Ministério extinto |
| Ministério do Interior                                             | Joaquim Francisco de Freitas Cavalcanti | 30 de abril de 1987 até 7 de agosto de 1987                                                                                             | Ministério extinto |
| Ministério do Interior                                             | João Alves Filho                        | 7 de agosto de 1987 até 15 de março de 1990                                                                                             | Ministério extinto |
| Ministério do Trabalho                                             | Almir Pazzianotto Pinto                 | 15 de março de 1985 até 27 de setembro de 1988                                                                                          | |
| Ministério do Trabalho                                             | Erós Antônio de Almeida                 | 28 de setembro de 1988 até 14 de outubro de 1988                                                                                        | |
| Ministério do Trabalho                                             | Ronaldo Costa Couto                     | 14 de outubro de 1988 até 13 de janeiro de 1989                                                                                         | |
| Ministério do Trabalho                                             | Dorothea Fonseca Furquim Werneck        | 13 de janeiro de 1989 até 15 de março de 1990                                                                                           | |
| Ministério dos Transportes                                         | Affonso Alves de Camargo Neto           | 14 de março de 1985 até 14 de fevereiro de 1986                                                                                         | |
| Ministério dos Transportes                                         | José Reinaldo Carneiro Tavares          | 14 de fevereiro de 1986 até 15 de março de 1990                                                                                         | |

| Órgão da Presidência                                                 | Ministro-chefe                         | Período de mandato                                | Observações |
| -------------------------------------------------------------------- | -------------------------------------- | ------------------------------------------------- | --- |
| Gabinete Militar                                                     | Rubens Bayma Denys                     | 15 de março de 1985 até 15 de março de 1990       | O ministro era general-de-divisão. |
| Gabinete Civil                                                       | José Hugo Castelo Branco               | 15 de março de 1985 até 14 de fevereiro de 1986   | |
| Gabinete Civil                                                       | Marco Antônio de Oliveira Maciel       | 14 de fevereiro de 1986 até 30 de abril de 1987   | |
| Gabinete Civil                                                       | Ronaldo Costa Couto                    | 30 de abril de 1987 até 15 de dezembro de 1989    | |
| Gabinete Civil                                                       | Luís Roberto Andrade Ponte             | 21 de dezembro de 1989 até 15 de março de 1990    | |
| Serviço Nacional de Informações                                      | Ivan de Sousa Mendes                   | 15 de março de 1985 até 15 de março de 1990       | O ministro era general-de-exército. |
| Estado-Maior das Forças Armadas                                      | José Maria do Amaral Oliveira          | 15 de março de 1985 até 15 de setembro de 1986    | José Maria era almirante-de-esquadra. Paulo Campos e Jonas eram generais-de-exército. Paulo Roberto era tenente-brigadeiro-do-ar. Valbert era almirante-de-esquadra. O órgão foi extinto.                       |
| Estado-Maior das Forças Armadas                                      | Paulo Campos Paiva                     | 15 de setembro de 1986 até 14 de setembro de 1987 | José Maria era almirante-de-esquadra. Paulo Campos e Jonas eram generais-de-exército. Paulo Roberto era tenente-brigadeiro-do-ar. Valbert era almirante-de-esquadra. O órgão foi extinto.                       |
| Estado-Maior das Forças Armadas                                      | Paulo Roberto Coutinho Camarinha       | 14 de setembro de 1987 até 20 de junho de 1988    | José Maria era almirante-de-esquadra. Paulo Campos e Jonas eram generais-de-exército. Paulo Roberto era tenente-brigadeiro-do-ar. Valbert era almirante-de-esquadra. O órgão foi extinto.                       |
| Estado-Maior das Forças Armadas                                      | Valbert Lisieux Medeiros de Figueiredo | 20 de junho de 1988 até 5 de janeiro de 1990      | José Maria era almirante-de-esquadra. Paulo Campos e Jonas eram generais-de-exército. Paulo Roberto era tenente-brigadeiro-do-ar. Valbert era almirante-de-esquadra. O órgão foi extinto.                       |
| Estado-Maior das Forças Armadas                                      | Jonas de Morais Correia Neto           | 5 de janeiro de 1990 até 15 de março de 1990      | José Maria era almirante-de-esquadra. Paulo Campos e Jonas eram generais-de-exército. Paulo Roberto era tenente-brigadeiro-do-ar. Valbert era almirante-de-esquadra. O órgão foi extinto.                       |
| Secretaria de Planejamento da Presidência da República               | João Sayad                             | 15 de março de 1985 até 23 de março de 1987       | Mudou o nome para Secretaria de Planejamento e Coordenação da Presidência da República |
| Secretaria de Planejamento da Presidência da República               | Aníbal Teixeira de Souza               | 24 de março de 1987 até 31 de março de 1987       | Mudou o nome para Secretaria de Planejamento e Coordenação da Presidência da República |
| Secretaria de Planejamento e Coordenação da Presidência da República | Aníbal Teixeira de Souza               | 1 de maio de 1987 até 21 de janeiro de 1988       | |
| Secretaria de Planejamento e Coordenação da Presidência da República | João Batista de Abreu                  | 22 de janeiro de 1988 até 14 de março de 1990     | |
| Secretaria de Administração Pública                                  | Aluísio Alves                          | 4 de setembro de 1986 até 15 de fevereiro de 1989 | Possuía como ministro titular o ministro de Estado Extraordinário para Assuntos de Administração (cargo extinto).                                                                                               |
| Secretaria Especial da Ciência e Tecnologia                          | Décio Leal de Zagottis                 | 3 de abril de 1989 até 14 de dezembro de 1989     | Após criação do Ministério da Ciência e Tecnologia, o órgão foi extinto. |
| Programa Nacional de Desburocratização                               | Paulo de Tarso Lustosa da Costa        | 15 de março de 1985 até 14 de fevereiro de 1986   | As atribuições do Programa Nacional de Desburocratização foram transferidas para a responsabilidade do Ministro de Estado Extraordinário para Assuntos de Administração e para o Ministro de Estado da Justiça. |
| Consultoria Geral da República                                       | Darcy Bessone de Oliveira Andrade      | 15 de março de 1985 até 28 de agosto de 1985      | |
| Consultoria Geral da República                                       | Paulo Brossard de Souza Pinto          | 28 de agosto de 1985 até 14 de fevereiro de 1986  | |
| Consultoria Geral da República                                       | José Saulo Pereira Ramos               | 14 de fevereiro de 1986 até 8 de agosto de 1989   | |
| Consultoria Geral da República                                       | Sebastião Batista Affonso              | 6 de julho de 1989 até 28 de setembro de 1989     | |
| Consultoria Geral da República                                       | Clóvis Ferro Costa                     | 28 de setembro de 1989 até 15 de março de 1990    | |
| Programa Nacional de Política Fundiária                              | Nélson de Figueiredo Ribeiro           | 15 de março de 1985 até 30 de abril de 1985       | As atribuições do Programa Nacional de Política Fundiária foram transferidas para o Ministério da Reforma e do Desenvolvimento Agrário.                                                                         |

## Redemocratização

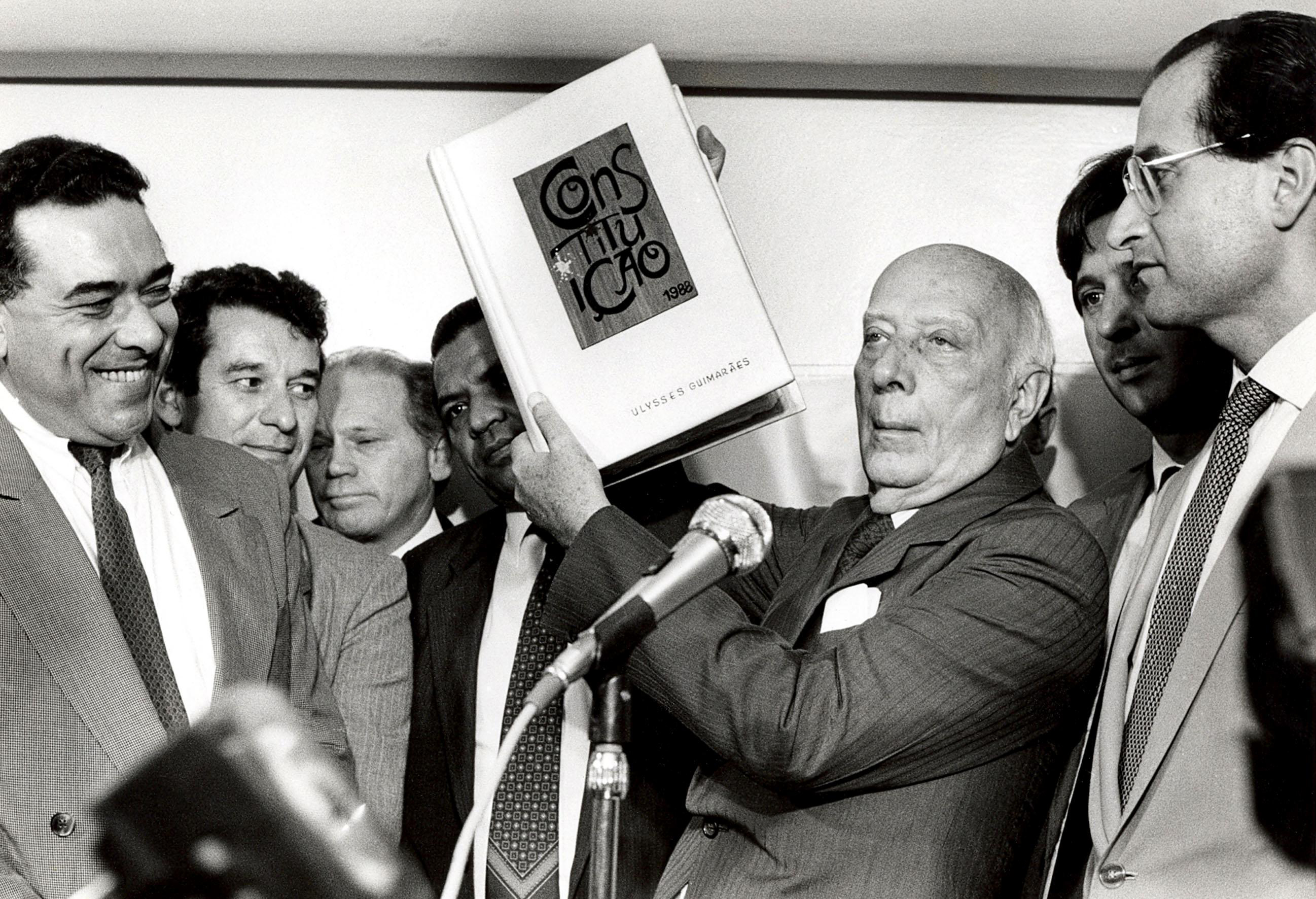
Ulysses Guimarães, presidente da Assembleia Constituinte, segura uma cópia da Constituição de 1988.

Quando tomou posse, Sarney afirmou que mudanças viriam durante o processo de redemocratização. As primeiras delas vieram em 8 de maio de 1985, quando foi aprovada a emenda constitucional que estabeleceu eleições diretas para presidente, prefeito e governador. Os analfabetos tiveram pela primeira vez o direito ao voto na história brasileira, e os partidos comunistas foram legalizados.

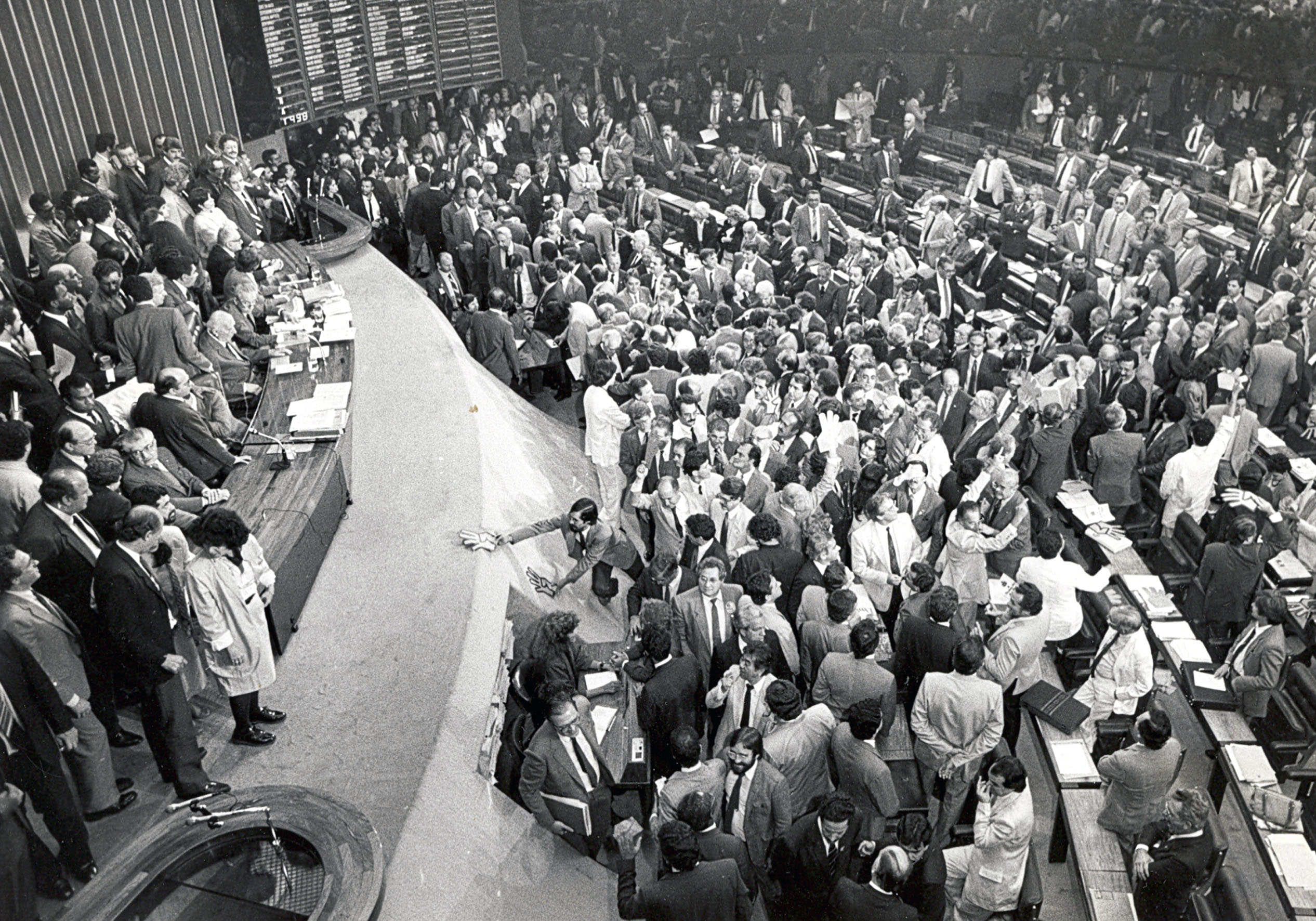
A sessão final de trabalho da Assembleia Constituinte de 1988, em que os Deputados da Constituinte aprovaram o texto final da nova Constituição do país, que dias depois foi promulgada em sessão solene.

No processo de redemocratização, era necessário que uma nova Constituição fosse feita. Isso, porque a então vigente Constituição de 1967 tinha sido feita durante o regime militar, e, logo, possuía caráter ditatorial. Em 1º de fevereiro de 1987, tomou posse a Assembleia Constituinte de 1988, responsável por formar a nova Constituição. O presidente da Assembleia foi Ulysses Guimarães (PMDB-SP). A maior parte da Assembleia Constituinte era formada pelo Centro Democrático (PMDB, PFL, PTB, PDS e partidos menores), também conhecido como "Centrão". Eles eram apoiados pelo Poder Executivo, representavam facções conservadoras da sociedade e tiveram uma influência decisiva no trabalho da Constituinte e no resultado de decisões importantes, tais como a manutenção da política agrária e o papel das Forças Armadas.
Independentemente das controvérsias de cunho político, a Constituição Federal de 1988 assegurou diversas garantias constitucionais, com o objetivo de dar maior efetividade aos direitos fundamentais, permitindo a participação do Poder Judiciário sempre que houver lesão ou ameaça de lesão a direitos. Para demonstrar a mudança que estava havendo no sistema governamental brasileiro, que saíra de um regime autoritário recentemente, a constituição de 1988 qualificou como crimes inafiançáveis a tortura e as ações armadas contra o estado democrático e a ordem constitucional, criando assim dispositivos constitucionais para bloquear golpes de qualquer natureza. Foi determinada a eleição direta. De acordo com o historiador Boris Fausto, o texto refletiu as pressões dos diversos grupos da sociedade, interessados na definição de normas que os beneficiassem.

## Economia
O Brasil sofria com uma alta inflação,além de crises internacionais. Para tentar "desafogar o país", o governo criou diversos planos econômicos.
Pelo Plano Cruzado, o cruzeiro, moeda vigente na época, foi mudada para o cruzado. Os salários foram congelados, tendo reajuste sempre que a inflação atingisse 20% (gatilho salarial). A correção monetária foi extinta, e, foi criado o seguro-desemprego. No início, o plano conseguiu atingir seus objetivos, diminui o desemprego e reduziu a inflação. A popularidade do plano conseguiu fazer com que o partido do presidente, o Partido do Movimento Democrático Brasileiro (PMDB) saísse vitorioso nas eleições municipais de 1985. O partido conseguiu eleger 19 dos 25 prefeitos das capitais. No ano seguinte, em 1986, o partido conseguiu eleger os governadores de todos os estados, com exceção de Sergipe; e no Congresso, o partido conseguiu 261 vagas (54%) de um total de 487 da Câmara dos Deputados, e no Senado conquistou 45 (62,5%) dos 72 lugares. Porém, pouco tempo depois, o Plano Cruzado começou a decair, e os comerciantes esconderam as mercadorias para utilizarem do ágio - uma taxa adicional sobre o produto - para conseguir vender os produtos acima do preço estabelecido. Após as eleições de 1986, foi anunciado o Plano Cruzado II, que provocou um aumento excessivo dos preços. O plano fracassou, e a inflação já ultrapassava a casa dos 20%. O ministro da Fazenda Dílson Funaro, responsável pelos "Planos Cruzados" foi substituído por Luís Carlos Bresser Pereira.

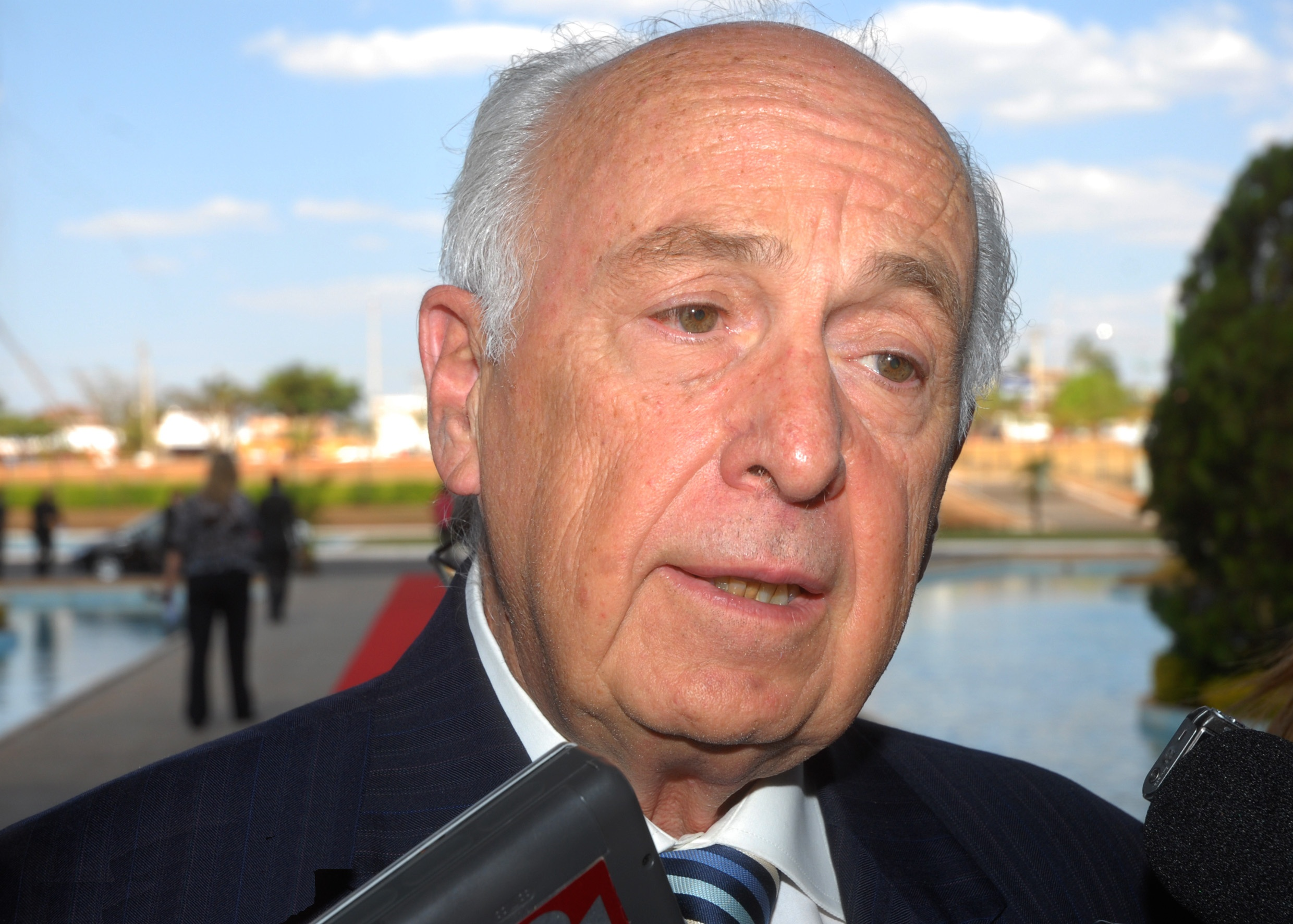
Luís Carlos Bresser-Pereira, responsável pelo Plano Bresser.

Pouco tempo depois da posse de Bresser-Pereira, a inflação atingia 23,21%. Para controlar o déficit público, pelo qual o governo gastava mais do que arrecadava, em junho de 1987, foi apresentado um plano econômico de emergência, o Plano Bresser, onde se instituiu o congelamento dos preços e dos salários por três meses. Com o intuito de diminuir o déficit público algumas medidas foram tomadas, tais como: desativar o gatilho salarial, aumentar tributos, eliminar o subsídio do trigo e adiar as obras de grande porte já planejadas, entre elas o trem-bala entre São Paulo e Rio, a Ferrovia Norte-Sul e o pólo-petroquímico do Rio de Janeiro. As negociações com o Fundo Monetário Internacional (FMI) foram retomadas, ocorrendo a suspensão da moratória. Mesmo com todas essas medidas a inflação atingiu o índice alarmante de 366% no acumulado dos 12 meses de 1987. O ministro Bresser-Pereira demitiu-se do Ministério da Fazenda em 6 de janeiro de 1988 e foi substituído por Maílson da Nóbrega.
O ministro Maílson da Nóbrega criou o Plano Verão em janeiro de 1989, que decretou um novo congelamento de preços e criou uma nova moeda: o Cruzado Novo. Assim como todos os demais, este também fracassou, e Sarney terminou o governo em época de recessão econômica.

## Política externa
Sarney assumiu a Presidência nos últimos anos da Guerra Fria. Em 1986, Sarney reatou as relações entre Brasil e Cuba, o que externamente representou a aproximação de países capitalistas com socialistas, e internamente, o fim das características da ditadura militar — havia sido o primeiro presidente da ditadura militar, Castelo Branco, que rompeu as relações com Cuba. Devido as crises econômicas, era necessário de que o governo buscasse novas parcerias. Sarney reforçou as relações com países africanos que usavam a Língua Portuguesa.

## Controvérsias
Notabilizaram-se as acusações de corrupção endêmica em todas as esferas do governo, sendo o próprio presidente José Sarney denunciado, embora as acusações não tenham sido levadas à frente pelo Congresso Nacional. Foi período entre 1987 a 1989, que eclodia a crise política, aliada à crise econômica. Foram citadas suspeitas de superfaturamento e irregularidades em concorrências públicas, como a da licitação da Ferrovia Norte-Sul. As denúncias ainda afirmavam que José Sarney praticava o nepotismo, ou seja, favorecia amigos e conhecidos com concessões em rádios e TVs. A insatisfação numa ala do Partido do Movimento Democrático Brasileiro (PMDB), fez com que fosse fundado o Partido da Social Democracia Brasileira (PSDB). O auge da crise ocorreu durante a Assembleia Nacional Constituinte, onde os membros do partido votaram pelos quatro anos de mandato para Sarney, apesar de a tese dos cinco anos ter prevalecido, capitaneada pela maioria da bancada do PMDB e de políticos conservadores.